# Ctenopelma albidum
Ctenopelma albidum är en stekelart som beskrevs av Barron 1981. Ctenopelma albidum ingår i släktet Ctenopelma och familjen brokparasitsteklar. Inga underarter finns listade i Catalogue of Life.